# Anna Habsburżanka (zm. 1327)
Anna Habsburg (ur. przed 1280; zm. 19 marca 1327 w Legnicy) – księżniczka austriacka, margrabina brandenburska i księżna wrocławska.

## Życiorys
Anna była najstarszą córka Albrechta I Habsburga i Elżbiety Tyrolskiej. Jej ojciec poszukując sojuszników przeciw królowi niemieckiemu Adolfowi z Nassau zaręczył ją w 1293 w Wiedniu z margrabią brandenburskim Hermanem III Długim. Ślub nastąpił w październiku 1295 w Grazu. Z tego małżeństwa pochodził syn i 3 córki (Jan V, Agnieszka, Matylda, Jutta). Jedna z nich Matylda poślubiła księcia głogowskiego Henryka IV Wiernego. Margrabia Herman III Długi zmarł 1 lutego 1308. Pod koniec 1310 Anna poślubiła księcia wrocławskiego Henryka VI Dobrego. Z tego związku urodziły się 3 córki:
- Elżbieta – żona Konrada I oleśnickiego
- Eufemia - żona Bolesława Niemodlińskiego
- Małgorzata - ksieni klarysek wrocławskich